# Mail (программа)

mail — простейший (и первый) почтовый клиент (MUA) для юникс-подобных операционных систем, работающий в консольном режиме.

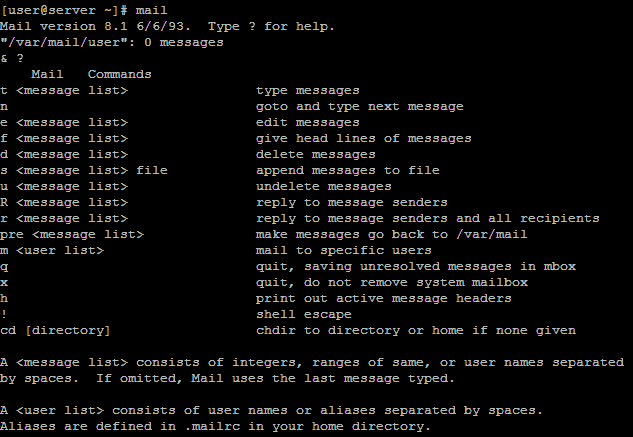
Интерфейс программы mail

mail имеет два режима работы — интерфейсный, рисующий на экране диалог и ожидающий ввода данных пользователем, и интерфейс командной строки, позволяющий использовать программу для автоматизированной отправки почты.
Исторически, команда mail, использующаяся для пересылки почты между локальными пользователями, стала прообразом системы электронной почты.